# Cuevas (Trujillo Alto)
Cuevas es un barrio ubicado en el municipio de Trujillo Alto en el estado libre asociado de Puerto Rico. En el Censo de 2010 tenía una población de 19852 habitantes y una densidad poblacional de 3.768,39 personas por km².

## Geografía
Cuevas se encuentra ubicado en las coordenadas 18°21′51″N 66°1′13″O / 18.36417, -66.02028. Según la Oficina del Censo de los Estados Unidos, Cuevas tiene una superficie total de 5.27 km², de la cual 5.24 km² corresponden a tierra firme y (0.59%) 0.03 km² es agua.

## Demografía
Según el censo de 2010, había 19852 personas residiendo en Cuevas. La densidad de población era de 3.768,39 hab./km². De los 19852 habitantes, Cuevas estaba compuesto por el 69.63% blancos, el 16.09% eran afroamericanos, el 0.86% eran amerindios, el 0.24% eran asiáticos, el 0.03% eran isleños del Pacífico, el 10.61% eran de otras razas y el 2.53% pertenecían a dos o más razas. Del total de la población el 99.25% eran hispanos o latinos de cualquier raza.